# Gira Rata Blanca VII
Es la sexta gira que realizó la banda de heavy metal argentino Rata Blanca, para promocionar su disco Rata Blanca VII. Esta gira se realizó entre el 14 de junio y el 27 de diciembre de 1997. Es la única que realizaron con Gabriel Marián, con quien debutaron el 19 de octubre de 1996 en el estadio de River como soportes de la banda australiana AC/DC, velada de la cual también participó Divididos, el grupo que comanda Ricardo Mollo. Cabe destacar la participación de la banda en el Festival por los 20 años de las Madres de Plaza de Mayo, aquel que tuvo lugar en octubre del '97 en el estadio de Ferro, donde también tocaron bandas como La Renga, Los Piojos, Malón, Divididos y otras más. Luego del show y de un par de presentaciones más, la banda se separa.

## Lanzamiento del disco, presentaciones y separación

### 1997: Últimos shows, festival enFerro, declive y posterior separación
Ya sin Mario Ian en las voces, entre abril y mayo graban el séptimo disco, que salió en junio. Este fue el primer y único disco con Gabriel Marián en las voces, y el último con Javier Retamozo en los teclados y Gustavo Rowek en la batería, y se tituló simplemente Rata Blanca VII. La masterización y mezcla de este disco estuvieron a cargo de Michael Tacci y Bernie Grundman. En la dirección artística contaron con el legendario Afo Verde. En la grabación contaron con Christian Algañaraz. Este disco cuenta con la siguiente formación: Walter Giardino (guitarra líder), Gabriel Marián (voz), Sergio Berdichevsky (guitarra rítmica), Guillermo Sánchez (bajo), Gustavo Rowek (batería) y Javier Retamozo (teclados). Contiene 14 temas, ya que se puede decir que es el disco más largo en la trayectoria de la banda. La portada muestra a una enorme rata blanca en forma de luna. Su ilustradora fue Renata Schussheim, que supo también hacer la escenografía del show de Charly García en el estadio de Ferro que brindó el 26 de diciembre de 1982. Uno de estos 14 temas fue estrenado los días 12 y 13 de abril de 1996 durante sus conciertos en el Microestadio de Morón y en el estadio Obras durante el Metal Rock Festival, con Mario Ian al mando de las voces. El tema se llamó, en un principio, Heroína homicida, con una letra muy distinta a la de este disco. Luego, cuando entró Gabriel Marián, quien al momento de debutar como cantante de la banda en un concierto en el estadio de River tenía 22 años, el tema se llamó definitivamente Madame X. El segundo tema de este disco, Rey de la revolución, es un tema de 1988, que se estrenó en el concierto del 2 de enero de ese año en el Teatro Fénix, con Carlos Périgo como cantante fugaz de la banda. La presentación previa fue el 14 de junio de 1997 en los estudios de Crónica Musical. El 9 y 16 de agosto presentaron oficialmente el disco en el Teatro Astros, y en septiembre tocaron en el Superclub. En octubre, la banda toca nuevamente en el estadio de Ferro ante 25.000 personas, en un concierto por los 20 años de las Madres de Plaza de Mayo junto a bandas de la talla de Los Piojos, Malón, La Renga, Divididos, A.N.I.M.A.L., entre otros. En los dos últimos meses del '97 se presentan en El Marquee, en el Canal de la Música, en una gira por Argentina entre el 27 de noviembre y el 19 de diciembre con 21 shows y en el Teatro Astral, en este último los días 26 y 27 de diciembre, y de este modo se separa Rata Blanca. Fue así que Walter Giardino formó Temple, Gustavo Rowek armó Nativo junto a Sergio Berdichevsky, Guillermo Sánchez formó Revólver y más adelante Santería, y Gabriel Marián hizo lo suyo en Jersey.

## Setlist
Representa los shows de despedida temporal del 26 y 27 de diciembre de 1997 en el Teatro Astral
1. "Sólo para amarte"
2. "Rey de la revolución"
3. "Ángeles de acero"
4. "Pastel de rocas"
5. "La caja"
6. "La leyenda del hada y el mago"
7. "Guerrero del arco iris"
8. "Aria en Sol de la suite #3"
9. "Piezas clásicas"
10. "Capricho árabe"/"Preludio obsesivo"
11. "Vieja Lucy"
12. "Gente del sur"
13. "La historia de un muchacho"
14. "Agord, la bruja"
15. "Anarquía"
16. "Madame X"
17. "Chico callejero"
18. "El último ataque"

## Conciertos
| Fecha                   | Ciudad             | País      | Recinto                            |
| ----------------------- | ------------------ | --------- | ---------------------------------- |
| América del Sur         |                    |           |                                    |
| 14 de junio de 1997     | Buenos Aires       | Argentina | Crónica Musical                    |
| 9 de agosto de 1997     | Buenos Aires       | Argentina | Teatro Astros                      |
| 16 de agosto de 1997    | Buenos Aires       | Argentina | Teatro Astros                      |
| 7 de septiembre de 1997 | Buenos Aires       | Argentina | Superclub                          |
| 12 de octubre de 1997   | Buenos Aires       | Argentina | Estadio Ferro Carril Oeste         |
| 2 de noviembre de 1997  | Buenos Aires       | Argentina | El Marquee                         |
| 12 de noviembre de 1997 | Buenos Aires       | Argentina | Canal de la Música                 |
| 27 de noviembre de 1997 | Comodoro Rivadavia | Argentina | Estadio Huracán                    |
| 28 de noviembre de 1997 | Caleta Olivia      | Argentina | Estadio Municipal Presidente Perón |
| 29 de noviembre de 1997 | Río Gallegos       | Argentina | Gimnasio Lucho Fernández           |
| 30 de noviembre de 1997 | Pico Truncado      | Argentina | Polideportivo Municipal            |
| 1 de diciembre de 1997  | Río Grande         | Argentina | Complejo CAP                       |
| 2 de diciembre de 1997  | Neuquén            | Argentina | Estadio Ruca Che                   |
| 4 de diciembre de 1997  | Junín de los Andes | Argentina | Estadio Municipal                  |
| 5 de diciembre de 1997  | Bariloche          | Argentina | Club Bomberos Voluntarios          |
| 6 de diciembre de 1997  | El Bolsón          | Argentina | Barr 442 Disco                     |
| 7 de diciembre de 1997  | Bahía Blanca       | Argentina | Estadio Roberto Natalio Carminatti |
| 8 de diciembre de 1997  | Puerto Madryn      | Argentina | Estadio Raúl Conti                 |
| 9 de diciembre de 1997  | Viedma             | Argentina | Estadio Cayetano Arias             |
| 10 de diciembre de 1997 | General Roca       | Argentina | Estadio Luis Maiolino              |
| 11 de diciembre de 1997 | Puerto San Julián  | Argentina | Salón Nicanor Hernández            |
| 12 de diciembre de 1997 | General Pico       | Argentina | Club Ferro Carril Oeste            |
| 13 de diciembre de 1997 | Las Grutas         | Argentina | Gimnasio Megahexágono              |
| 14 de diciembre de 1997 | Trelew             | Argentina | Estadio Racing Club                |
| 16 de diciembre de 1997 | Rawson             | Argentina | Estadio Germinal                   |
| 17 de diciembre de 1997 | Zapala             | Argentina | Municipalidad de Zapala            |
| 18 de diciembre de 1997 | Ushuaia            | Argentina | Plaza Cívica 12 de Octubre         |
| 19 de diciembre de 1997 | Cutral Có          | Argentina | Estadio Coloso del Ruca Quimey     |
| 26 de diciembre de 1997 | Buenos Aires       | Argentina | Teatro Astral                      |
| 27 de diciembre de 1997 | Buenos Aires       | Argentina | Teatro Astral                      |

## Formación durante la gira
- Gabriel Marián - Voz (1996-1997)
- Walter Giardino - Guitarra líder (1986-1997, 2000-Actualidad)
- Sergio Berdichevsky - Guitarra rítmica (1986-1997)
- Guillermo Sánchez - Bajo (1987-1997, 2000-2017)
- Javier Retamozo - Teclados (1993-1997)
- Gustavo Rowek - Batería (1986-1997)